# جیووانی مارتوچیلو
جیووانی مارتوچیلو (انگلیسی: Giovanni Martusciello؛ زادهٔ ۱۹ اوت ۱۹۷۱) بازیکن پیشین و سرمربی کنونی فوتبال اهل ایتالیا است.
از باشگاه‌هایی که در آن بازی کرده‌است می‌توان به باشگاه فوتبال چیتادلا، باشگاه فوتبال کاتانیا، باشگاه فوتبال امپولی، باشگاه فوتبال جنوآ، و باشگاه فوتبال پالرمو اشاره کرد.